# Anaceratagallia ribauti
Anaceratagallia ribauti är en insektsart som beskrevs av Ossiannilsson 1938. Anaceratagallia ribauti ingår i släktet Anaceratagallia och familjen dvärgstritar. Arten är reproducerande i Sverige. Inga underarter finns listade i Catalogue of Life.